# Parlament von Kanada
Das Parlament von Kanada (englisch Parliament of Canada, französisch Parlement du Canada) hat seinen Sitz auf dem Parliament Hill in Ottawa. Das Parlament besteht aus drei Teilen:
- dem Souverän, also zurzeit König Charles III., vertreten durch den Generalgouverneur von Kanada,
- dem Senat von Kanada,
- dem Unterhaus.

Das Unterhaus ist das wichtigere Organ der Gesetzgebung, das Oberhaus (der Senat) opponiert nur selten, seine Pflichten sind vor allem in der Repräsentation zu sehen. Allerdings hätte der Senat das Recht, einem Gesetz die Unterzeichnung zu versagen oder die Vertrauensfrage zu stellen.

## Zusammensetzung
Der Generalgouverneur ernennt auf Vorschlag des Premierministers die 105 Abgeordneten des Senats, während die 308 Abgeordneten des Unterhauses vom Volk gewählt werden. Jeder Unterhausabgeordnete vertritt einen Wahlkreis (anders als in Deutschland, wo nur die Hälfte der Mitglieder des Bundestages einen Wahlkreis vertritt).
Niemand darf in beiden Häusern des Parlaments (Senat und Unterhaus) gleichzeitig ein Amt haben.

### Das Unterhaus
Das Unterhaus wird vom Volk durch einfaches Mehrheitswahlrecht gewählt. Die Abgeordneten müssen kanadische Staatsbürger sein, die das 18. Lebensjahr vollendet haben.
Die Zahl der Abgeordneten richtet sich nach dem 10-jährigen Zensus: Das Unterhaus muss aus mindestens 282 Sitzen bestehen, wovon drei für die Territorien reserviert sind. Die restlichen 279 Sitze werden nach Einwohnerzahl auf die Provinzen aufgeteilt. Die „senatorische Klausel“ besagt weiterhin, dass jeder Provinz mindestens so viele Sitze wie Senatoren zustehen. Zusätzlich garantiert die „Großväter-Klausel“ den Bestand der Sitze von 1976 bzw. 1985.